# روهیریم

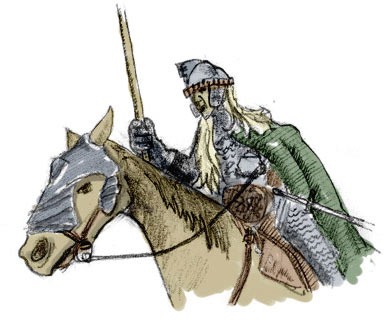
نقاشی سوارکار روهیریم (سواره روهان)

روهیریم به افرادی افسانه‌ای گفته می‌شود که در سرزمین میانی نوشته جان رونالد روئل تالکین، به اربابان اسب مشهور بودند و سرزمین روهان (که به افتخار آن‌ها نامگذاری شده بود) را اداره می‌کردند.
روهیریم (مردمان روهان) در قدیم، خود را ائورلینگاس (به انگلیسی: Eorlingas) می‌خواندند که البته شاه ائورل جوان (به انگلیسی: Eorl the Young)، باعث رواج یافتن نام روهان شد.
روهیریم (مردمان روهان) از نسل ائوتئود (به انگلیسی: Éothéod) بودند. آن‌ها انسانهایی بودند که در کنار رود بزرگ آندوین (به انگلیسی: Anduin) بودند. آن‌ها بعد از اعطای کالناردون (به انگلیسی: Calenardhon) توسط گاندور به عنوان هدیه، ساحل رودخانه را به مقصد کالناردون ترک کردند. این هدیه در ازای کمکی بود که آن‌ها به گاندور در زمان نیاز بزرگ کردند. از این زمان به بعد کالناردون به روهان تغییر نام یافت.
البته خود روهیریم (مردمان روهان) معمولاً از عبارت مارک (به انگلیسی: Mark) بجای روهان استفاده می‌کردند. عبارات سواران روهان یا سواران مارک معمولاً به سربازان سوارهٔ روهان اشاره دارد. منظور از عبارت سواران شاه، به‌طور مخصوص محافظان شاه است. روهیریم (مردمان روهان) افرادی بلند قد، زیبا و لطیف، با موهای بور و چشمانی معمولاً آبی بودند. آن‌ها احترامی وصف ناشدنی به اسبهای خود می‌گذاشتند و آن‌ها در نزدیکی خود به خوبی پرورش می‌دادند. تعداد کمی از روهیریم شهرنشین بودند و بیشینه (اکثر) آن‌ها در پهنه روهان در روستاها زندگی می‌کردند. آنها مردمانی ذاتا عبوس، سختگیر و تندخو ولی در عین حال بخشنده بودند. بخشی از کتاب دو برج دربارهٔ روهیریم (مردمان روهان): آن‌ها مغرور و خودسر هستند ولی در عین حال بخشنده و بی ریا در کردار و پندار. آن‌ها با وجود بی‌باکی مردمان بی رحمی نیستند. آن‌ها بیسواد ولی خردمندند. به دست آن‌ها کتابی نوشته نشد ولی سرودهای بسیاری آفریدند مطابق با دوران کودکی انسانها قبل از دوران سیاه. جنگجویان آن‌ها سوارانی چیره‌دست و مسلح به شمشیر، سپر، نیزه و تیروکمان بودند. آن‌ها همچنین از زانوپوش فلزی و زره زنجیری نیز استفاده می‌کردند. در هنگام جنگ، تمام مردانی که توانایی داشتند، اجبارا به ارتش روهان جهت جنگ فراخوانده می‌شدند. روهان با گاندور پیمان بسته بود که در زمان خطر با تمام نیرو به کمک گاندور بشتابد. این پیمان به پیمان ائورل (به انگلیسی: Oath of Eorl) شهرت داشت. دونداین گاندور، معتقد بود که روهیریم (مردمان روهان)، مردمانی غیر صمیمی نسبت به آن‌ها هستند. این اعتقاد ریشه در جریان آتاناتاری در دوران اول دارد.
دونداین گاندور، روهیریم (مردمان روهان) را مردمانی میان سطح در زمینه تمدن و نژاد نسبت به مردمان نومه نور توصیف می‌کرد. در عوض آن‌ها را نسبت به مردمان تاریکی (به انگلیسی: Men of Darkness) با برتری معرفی می‌کردند.
تالکین معتقد است که این دروغیست که مردمان نومه نور با هدف راضی نگه داشتن حس ملی گرایی مردمان گاندور به آن‌ها می‌گفتند تا در مقابل آن‌ها از قلمرو کالناردون صرف‌نظر کنند زیرا ریشه مشترک تباری بین مردم گاندور و روهان وجود نداشت.
در کتاب قصه‌های ناتمام، تالکین اشاره دارد که تبار روهیریم (مردمان روهان) به خاندان هادور (به انگلیسی: House of Hador) باز می‌گردد.
روهیریم (مردمان روهان) در گذشته‌های دور خود برخوردهایی با الفها داشته‌اند و ارو (خدای جهان تالکین) را می‌شناختند اما برخلاف دونداین، هیچوقت در معبدی پرستش نکردند.
آنها والای اورومی را گرامی می‌داشتند و آن را بما (به انگلیسی: Béma) می‌خواندند.